# Premis Butaca de 2010
Els Premis Butaca de 2010, varen ser la setzena edició dels oficialment anomenats Premis Butaca de teatre i cinema de Catalunya, uns guardons teatrals i cinematogràfics catalans, creats l'any 1995 per Glòria Cid i Toni Martín, conductors d'un programa a la ràdio de Premià de Mar, en reconeixement de les obres de teatre i pel·lícules estrenades a Catalunya. Els premis són atorgats per votació popular.
El lliurament dels premis d'aquesta edició es va celebrar el 30 de novembre de 2010 al teatre Artèria Paral·lel de Barcelona. La cerimònia va ser presentada per Glòria Cid i Toni Martín, creadors dels Premis.
En aquesta edició, s'atorgaren els següents premis extraordinaris:
- Butaca d'Honor

## Palmarès i nominacions[1]

### Premi Butaca al millor muntatge teatral
| Obra                            | Productora                   | Resultat  |
| ------------------------------- | ---------------------------- | --------- |
| El ball                         | Teatre Nacional de Catalunya | Guanyador |
| Dictadura-Transició-Democràcia  | Teatre Lliure                | Nominat   |
| Escenes d'un matrimoni/Saraband | Teatre Nacional de Catalunya | Nominat   |
| Marburg                         | Teatre Nacional de Catalunya | Nominat   |
| Natale in casa Cupiello         | La Perla 29                  | Nominat   |
| Nixon/Frost                     | Teatre Lliure                | Nominat   |

### Premi Butaca al millor musical
| Obra                   | Productora                   | Resultat  |
| ---------------------- | ---------------------------- | --------- |
| Pegados                | The Kaktus Music Corporation | Guanyador |
| The Black Rider        | Gataro                       | Nominat   |
| La casa sota la sorra  | Teatre Nacional de Catalunya | Nominat   |
| Esta noche... Zarzuela | Grec'09 i Teatro Arriaga     | Nominat   |

### Premi Butaca al millor espectacle de dansa
| Obra                               | Productora                                               | Resultat  |
| ---------------------------------- | -------------------------------------------------------- | --------- |
| Dies Irae; en el Rèquiem de Mozart | Cia. Marta Carrasco                                      | Guanyador |
| La bella dorment del bosch         | Mercat de les Flors, P. Galilei i Fortià Vinyes          | Nominat   |
| Present vulnerable                 | Teatre Nacional de Catalunya, Raravis i Festival Grec'09 | Nominat   |
| Sechs Tänze/Minus 16               | It Dansa                                                 | Nominat   |

### Premi Butaca al millor espectacle de petit format
| Obra                                      | Productora               | Resultat  |
| ----------------------------------------- | ------------------------ | --------- |
| American Buffalo                          | Teatre Lliure            | Guanyador |
| Al cel, un oratori per a Jacint Verdaguer | Teatre Lliure i El Canal | Nominat   |
| El berenar d'Ulisses                      | Sala Beckett             | Nominat   |
| La música segona                          | Teatre de Ponent         | Nominat   |
| Petita feina per a pallasso vell          | CAET i Bitó Produccions  | Nominat   |

### Premi Butaca al millor espectacle d'altres disciplines
| Obra           | Director/a                                                     | Resultat  |
| -------------- | -------------------------------------------------------------- | --------- |
| Llits          | TNC, Santamandra Produccions, Andréas Claus i Lila Pla Alemany | Guanyador |
| Limbus         | Ateneu Popular de Nou Barris                                   | Nominat   |
| Piso de Charol | Brossa Espai Escènic                                           | Nominat   |

### Premi Butaca a la millor producció espanyola
| Obra                                       | Director/a                                                         | Resultat   |
| ------------------------------------------ | ------------------------------------------------------------------ | ---------- |
| Urtain                                     | Centro Dramático Nacional i Animalario                             | Guanyadora |
| El encuentro de Descartes con Pascal joven | Taller 75                                                          | Nominada   |
| La función por hacer                       | Kamikaze Producciones                                              | Nominada   |
| Platonov                                   | Centro Dramático Nacional i Chekhov International Theatre Festival | Nominada   |

### Premi Butaca a la millor producció estrangera
| Obra                                      | Director/a                | Resultat   |
| ----------------------------------------- | ------------------------- | ---------- |
| Infierno, purgatorio, paraíso             | Societas Raffaello Sanzio | Guanyadora |
| Der aufhaltsame Aufstieg des Arturo Ui    | Berliner Ensemble         | Nominada   |
| El desarrollo de la civilización venidera | Cía. Daniel Veronese      | Nominada   |
| La omisión de la familia Coleman          | Timbre 4                  | Nominada   |

### Premi Butaca a la millor direcció
| Director/a     | Obra                    | Resultat  |
| -------------- | ----------------------- | --------- |
| Julio Manrique | American Buffalo        | Guanyador |
| Lurdes Barba   | La música segona        | Nominada  |
| Sergi Belbel   | El ball                 | Nominat   |
| Oriol Broggi   | Natale in casa Cupiello | Nominat   |
| Rafel Duran    | Marburg                 | Nominat   |
| Magda Puyo     | El berenar d'Ulisses    | Nominada  |

### Premi Butaca a la millor actriu
| Actriu        | Obra                    | Resultat   |
| ------------- | ----------------------- | ---------- |
| Anna Lizaran  | El ball                 | Guanyadora |
| Àngels Bassas | Duet per a una sola veu | Nominada   |
| Sílvia Bel    | Nit de reis             | Nominada   |
| Mònica López  | Platonov                | Nominada   |
| Àurea Márquez | La música segona        | Nominada   |

### Premi Butaca al millor actor
| Actor          | Obra                     | Resultat  |
| -------------- | ------------------------ | --------- |
| David Bagés    | L'auca del senyor Esteve | Guanyador |
| Pere Arquillué | Platonov                 | Nominat   |
| Ivan Benet     | American Buffalo         | Nominat   |
| Pep Cruz       | Natale in casa Cupiello  | Nominat   |
| Marc Rodríguez | American Buffalo         | Nominat   |

### Premi Butaca a la millor actriu de musical
| Actriu            | Obra                  | Resultat   |
| ----------------- | --------------------- | ---------- |
| Alícia Serrat     | Pegados               | Guanyadora |
| Lali Camps        | La casa sota la sorra | Nominada   |
| Muntsa Rius       | The Black Rider       | Nominada   |
| Maria Santallusia | La casa sota la sorra | Nominada   |

### Premi Butaca al millor actor de musical
| Actor        | Obra                     | Resultat  |
| ------------ | ------------------------ | --------- |
| Xavi Melero  | Hoy no me puedo levantar | Guanyador |
| Frank Capdet | The Black Rider          | Nominat   |
| Albert Mora  | La casa sota la sorra    | Nominat   |
| Jordi Vidal  | The Black Rider          | Nominat   |

### Premi Butaca a la millor actriu de repartiment
| Actriu          | Obra                                         | Resultat   |
| --------------- | -------------------------------------------- | ---------- |
| Francesca Piñón | El ball                                      | Guanyadora |
| Cristina Cervià | Alícia - un viatge al país de les meravelles | Nominada   |
| Marissa Josa    | Natale in casa Cupiello                      | Nominada   |
| Amparo Moreno   | Tres dones i un llop                         | Nominada   |
| Marta Pérez     | Boulevard                                    | Nominada   |

### Premi Butaca al millor actor de repartiment
| Actor            | Obra                           | Resultat  |
| ---------------- | ------------------------------ | --------- |
| Llorenç González | L'auca del senyor Esteve       | Guanyador |
| Nao Albet        | Dictadura-Transició-Democràcia | Nominat   |
| Marcel Borràs    | Dictadura-Transició-Democràcia | Nominat   |
| Pol López        | American Buffalo               | Nominat   |
| Albert Triola    | The Hamlet Circus              | Nominat   |

### Premi Butaca a la millor escenografia
| Finalistes    | Obra                                         | Resultat  |
| ------------- | -------------------------------------------- | --------- |
| Max Glaenzel  | El ball                                      | Guanyador |
| Montse Amenós | Dictadura-Transició-Democràcia               | Nominada  |
| Paco Azorín   | L'auca del senyor Esteve                     | Nominat   |
| Max Glaenzel  | Alícia - un viatge al país de les meravelles | Nominat   |

### Premi Butaca a la millor il·luminació
| Finalistes       | Obra                     | Resultat  |
| ---------------- | ------------------------ | --------- |
| Kiko Planas      | El ball                  | Guanyador |
| Mingo Albir      | La febre                 | Nominat   |
| Maria Domènech   | L'auca del senyor Esteve | Nominat   |
| Agustí Viladomat | Alaska i altres deserts  | Nominat   |

### Premi Butaca al millor vestuari
| Finalistes                     | Obra                                         | Resultat    |
| ------------------------------ | -------------------------------------------- | ----------- |
| Marta Rafa Serra i Berta Riera | Alícia - un viatge al país de les meravelles | Guanyadores |
| María Araujo                   | Dictadura-Transició-Democràcia               | Nominada    |
| Antonio Belart                 | L'auca del senyor Esteve                     | Nominat     |
| Isidre Prunés                  | Esta noche... Zarzuela!                      | Nominat     |

### Premi Butaca al millor text teatral
| Obra          | Autor/a                   | Resultat  |
| ------------- | ------------------------- | --------- |
| Democràcia    | Nao Albet i Marcel Borràs | Guanyador |
| Girafes       | Pau Miró                  | Nominat   |
| Lluny de Nuuk | Pere Riera                | Nominat   |
| Marburg       | Guillem Clua              | Nominat   |

### Premi Butaca a la millor composició teatral
| Finalistes                      | Obra                     | Resultat   |
| ------------------------------- | ------------------------ | ---------- |
| Ferran González i Alícia Serrat | Pegados                  | Guanyadors |
| Dani Nel·lo                     | L'auca del senyor Esteve | Nominat    |
| Francesc Mora                   | La casa sota la sorra    | Nominat    |
| Lluís Llach i Borja Penalba     | Llits                    | Nominats   |

### Butaca Honorífica
- Lita Claver